# Валах Сергій Вадимович
Сергі́й Вади́мович Вала́х (нар. 17 грудня 1984 — 20 березня 2019) — старший солдат Збройних сил України, учасник російсько-української війни.

## Життєпис
Народився 1984 року в місті Дніпро. 2002-го закінчив ЗОШ № 76, прроходив строкову службу на посаді механіка-водія у військах ППО. Демобілізувався у 2004 році; працював водієм-експедитором та охоронцем.
Під час війни був старшим солдатом, старшим оператором 1-го розвідувального відділення 1-го розвідвзводу розвідувальної роти 93-ї бригади. З 2 квітня 2014-го по 20 березня 2015 року проходив службу на посаді стрільця, брав участь у боях за Карлівки, Добропілля, Авдіївки, Тоненького, Пісків, Слов'янська та Краматорська. Забезпечував прикриття конвоїв до Донецького аеропорту, отримав контузію.
15 лютого 2016 року підписав контракт і повернувся на фронт, у травні 2017-го зазнав важких уламкових поранень спини внаслідок підриву на «розтяжці». Того ж року вступив на заочне навчання до Кропивницького будівельного коледжу на спеціальність «будівництво та експлуатація будівель та споруд». 1 грудня 2017 року подовжив контракт.
20 березня 2019 року увечері, під час виїзду на бойове завдання із придушення ворожого вогню, в районі Авдіївки на міні підірвалась бойова машина бригади. Старший солдат Валах прийняв на себе головний удар від вибуху, зазнав сильних опіків 4-го ступеня, несумісних з життям. Ще двоє бійців отримали опіки (40 % і 5 % тіла) та були доставлені до лікарні.
23 березня 2019-го похований на Краснопільському цвинтарі, Дніпро.

## Нагороди та вшанування
- Указом Президента України № 469/2019 від 27 червня 2019 року «за особисту мужність і самовіддані дії, виявлені у захисті державного суверенітету та територіальної цілісності України, зразкового виконання військового обов'язку» — нагороджений орденом «За мужність» III ступеня (посмертно)[3]
- «За оборону рідної держави»
- «Захисник Вітчизни»
- «За оборону Донецького аеропорту»
- «За військову службу Україні»
- «За оборону країни»
- «За хоробрість у бою» (вручили дружині вже після його загибелі)[2]

## Родина
У 2015 році одружився, дружина мала сина від першого шлюбу, якого Сергій виховував, як рідного. У червні 2019 року, вже після загибелі Сергія, у нього народилася донька.
Мав сестру.
Син від першого шлюбу (2003 р.н).